# Bernadette Schugg
Bernadette Schugg (* 22. Juni 1963 in Legau) ist eine deutsche Filmproduzentin.

## Leben
Bernadette Schugg studierte von 1984 bis 1990 Theaterwissenschaft, Neue Deutsche Literatur und Linguistik an der Ludwig-Maximilians-Universität München. Nach dem Studienabschluss erfolgte eine Hospitanz beim Bayerischen Rundfunk, wo sie zwei Jahre als feste freie Mitarbeiterin tätig war. Von 1992 bis 1994 arbeitete sie als Redakteurin im Bereich Fiction bei RTL. Von 1994 bis 1998 erfolgte eine Tätigkeit als Redakteurin bei ProSieben. Anschließend wechselte sie auf die Filmherstellerseite, bis 2001 als Producerin, dann als Produzentin für TV-Auftrags- und Koproduktionen bei verschiedenen Produktionsunternehmen (Novamedia, Arbor TV, Saxonia Media, Bella Vita, Aspekt Telefilm, Made in Munich). Von 2011 bis 2021 war Bernadette Schugg Alleingeschäftsführerin und Produzentin der Moviepool GmbH in München und von 2022 bis Ende 2023 Geschäftsführerin der NetworkMovie in Hamburg. Seit 2024 ist sie als freie Produzentin tätig.

## Filmografie (Auswahl)

### Tätigkeit als Produzentin
- 1998: Im Netz der Lüge
- 1998–2000: Die Straßen von Berlin (Fernsehserie, 10 Folgen)
- 1999: Mayday! Überfall auf hoher See
- 2001: Anwalt des Herzens
- 1999–2002: Im Visier der Zielfahnder (Fernsehserie, 12 Folgen)
- 2001: Der Kranichmann
- 2002: Mörderische Elite
- 2002: Santa Claudia
- 2003: Und plötzlich wieder 16
- 2004–2005: Der Bergpfarrer (Fernsehreihe, 2 Folgen)
- 2008: Die göttliche Sophie
- 2009: Dora Heldt: Urlaub mit Papa
- 2011: Der Eisenhans
- 2012: Die Schöne und das Biest
- 2012: Ein Sommer in Schottland
- 2014: Ein Sommer in Ungarn
- 2014: Das kalte Herz
- 2014: Endstation Glück
- 2015: Ein Sommer in Masuren
- 2015: Ein Sommer auf Sizilien
- 2016: Ein Sommer in Prag
- 2017: Kleiner Junge, großer Freund
- 2017: Ein Sommer im Allgäu
- 2018: Cicero – Zwei Leben, eine Bühne
- 2018: Ein Sommer in Salamanca
- 2018: Liebe verjährt nicht
- 2019: Liebe ist unberechenbar
- 2020: Ein Sommer in Andalusien
- 2020: Philipp Hochmair – Eine Reise mit Jedermann
- 2021: Ein Sommer in Istrien
- 2022: Ein Sommer im Schwarzwald
- 2022: Malibu – Camping für Anfänger (ZDF-Herzkino)
- 2022: Malibu – Ein Zelt für drei  (ZDF-Herzkino)
- 2023: Gäste zum Essen
- 2023: In Wahrheit – Blind vor Liebe
- 2023: Solo für Weiß – Liebeswut
- 2023: Malibu – Schwesterherzen (ZDF-Herzkino)
- 2022: Malibu – Küss den Frosch (ZDF-Herzkino)
- 2023: In Wahrheit – Zwischen Recht und Gerechtigkeit
- 2022: Malibu – Mein Traum, dein Traum  (ZDF-Herzkino)
- 2024: Der Geier – Die Tote mit dem falschen Leben (Fernsehreihe)
- 2023: Solo für Weiß – Tödliche Wahl
- 2023: In Wahrheit – Für immer Dein
- 2025: Der Geier – Freund oder Feind (Fernsehreihe)

### Tätigkeit als Redakteurin
- 1993: Hilfe, meine Familie spinnt (Fernsehserie, 26 Folgen)
- 1993: Ein Job fürs Leben (Fernsehserie, 26 Folgen)
- 1993: Ottos Ottifanten (Fernsehserie, 13 Folgen)
- 1994: Matchball (RTL-Fernsehserie)
- 1994: Sonntag & Partner (RTL-Fernsehserie)
- 1994: Tödlicher Duft (ProSieben-Fernsehserie)
- 1996–98: Die Strassen von Berlin (ProSieben-Fernsehserie, 6 Folgen)